# Olender (taniec)
Olender (kurp. łolënder) – polski taniec ludowy pochodzenia zachodnioeuropejskiego należący do tańców regionalnych Kurpi Zielonych.

## Charakterystyka
Olender jest szybkim tańcem (metrum 2/4) wykonywanym do muzyki bez przyśpiewek. Może go tańczyć dowolna liczba par trzymających się w ujęciu dyszlowym. Charakterystyczne ruchy to dwukrotne zamaszyste wymachiwanie rękami i akcentowane stąpnięcia nóg, po których pary wirują w kole. Kroki są wykonywane gładko i płynne, na dwa takty przypada tupnięcie nogą (tancerz prawą, a potem lewą nogą, a tancerka odwrotnie), na dwa następne takty obrót w lewo lub prawo za pomocą 4 kroków z nogi na nogę.

## Historia
Według jednej z teorii taniec przybył na Kurpie z osadnikami olęderskimi, który przeszli z Prus Wschodnich zapewne w XVIII wieku w celu zagospodarowania terenów zalewowych i podmokłych. Są też opowieści o tym, że taniec trafił do Puszczy Zielonej przez rzemieślników sprowadzonych z Holandii przez królów polskich. Ta teoria o pochodzeniu tańca zanotowana przez ks. Władysława Skierkowskiego w międzywojniu jest powtarzane współcześnie. Jest też opowieść o tym, że w Prusach, po lewej stronie rzeki Szkwy, znajdowały się wyręby zwane „holanderci” lub wieś o takiej nazwie (później Hanlenderci). Stamtąd pochodzili bartnicy o nazwisku Olender, którzy w XVI wieku przybywali do Puszczy Zielonej, szerząc protestantyzm. Mieli przynieść ze sobą taniec i upowszechnić go we wsiach na pograniczu, np. w Dąbrowach i Warmiaku. Jednak na Kurpiach Zielonych, gdzie się tańczy olendra, znana jest tylko jedna wieś założona przez ludność olęderską (Karaska), choć nazwisko Olender jest popularne w całym regionie.
Możliwe, że taniec olender trafił na Kurpie wraz z robotnikami sezonowymi wracającymi do domów z Niemiec w XIX wieku. Teorię tę potwierdza podobieństwo z tańcem lander (lendler). Taką samą melodię i podobne figury jak kurpiowski olender ma taniec tańczony przez Urzeczan. Podobny taniec, ale z nieco wolniejszą melodią, tańczą też Wilamowianie, potomkowie osadników z Flandrii, Belgii i Holandii.
Olendra grano i tańczono na Kurpiach Zielonych podczas wiejskich zabaw i wesel. Jest to jeden z najpopularniejszych tańców w tym regionie, jednocześnie najprostszych.